# Borough (metrostation)
Borough is een station van de metro van Londen aan de Northern Line dat op 8 december 1890 werd geopend.

## Geschiedenis

### City and South London Railway
In 1884 kreeg de City of Londen and Southwark Subway (CL&SS) de vergunning voor een ondergrondse lijn tussen King William Street en Elephant & Castle. De aanleg begon in 1886 en in 1887 werd de verlenging tot Stockwell goedgekeurd. In tegenstelling tot de eerder gebouwde metrolijnen die met de openbouwputmethode werden aangelegd moesten de tunnels naar het zuiden op grote diepte geboord worden waarmee de lijn de eerste “Tube” van Londen werd. Het stationsgebouw was ontworpen door T.P. Figgis met elementen van de arts-and-craftsbeweging en bakstenen muren, vergelijkbaar met dat van Kennington. Ondergronds werden de perrons bovenelkaar in plaats van naast elkaar gelegd in verband met een gewenste aftakking naar Angel via London Bridge. Deze aftakking van de tunnels naar het noordelijke eindpunt King William Street zou door de sporen bovenelkaar te leggen conflictvrij kunnen worden uitgevoerd. Op 25 juli 1890 werd de naam van de lijn gewijzigd in City and South London Railway (C&SLR) toen de concessie werd verlengd tot Clapham Common, de goedkeuring voor de aftakking beleef echter uit. 4 november 1890 volgde de opening van de lijn door de Prins van Wales, de reizigersdienst begon op 18 december 1890. In 1893 volgde alsnog goedkeuring voor de route langs London Bridge waarin King William Street werd vervangen door Bank. Als gevolg van de bouw van de aftakking tijdens lopend bedrijf rijden de metro's tussen Borough en Bank rechts. De nieuwe route door het centrum werd op 25 februari 1900 geopend, Angel werd op 17 november 1901 bereikt.

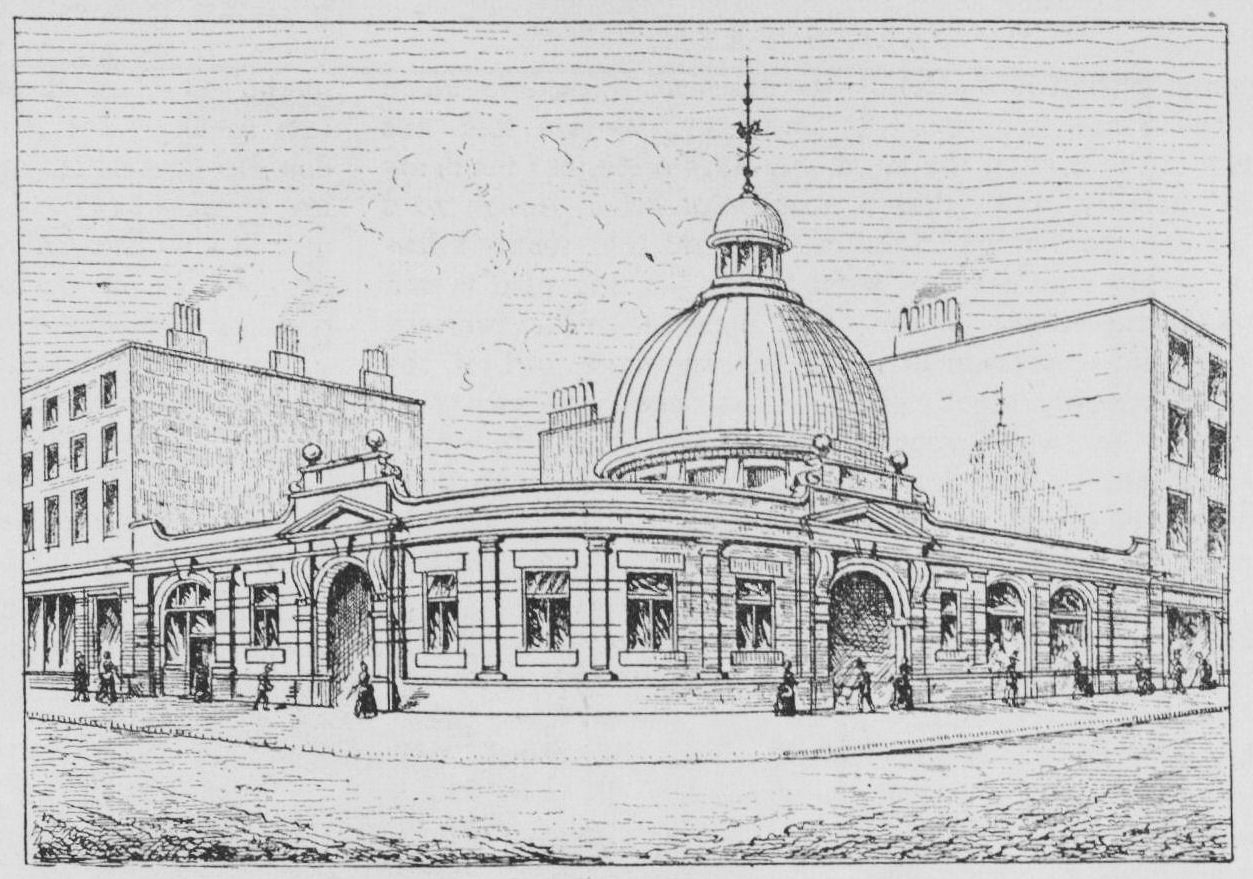
1890
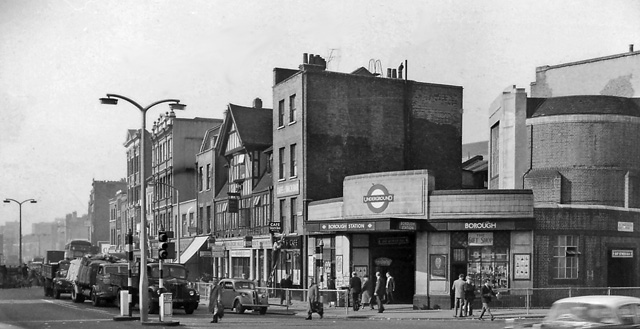
1961
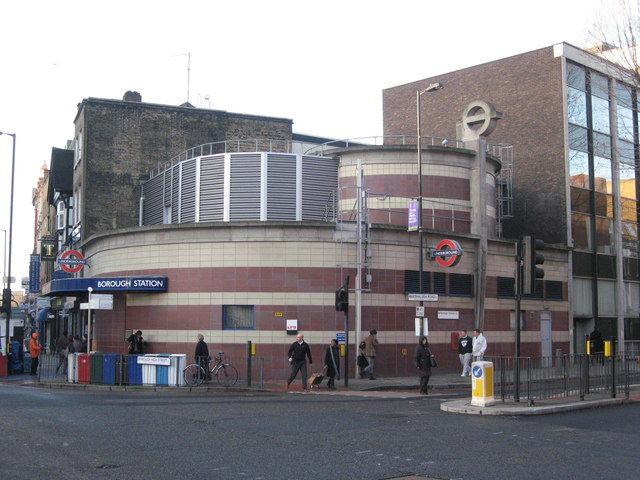
2009

### Underground Electric Railways Company of London Limited (UERL)
In 1913 kwam C&SLR in handen van de UERL die op de noordelijke oever van de theems sinds 1902 meerdere metrolijnen in geboorde tunnels (tubes) had gebouwd. De tunnels van de C&SLR kenden echter een kleine diameter en derhalve krappe metrostellen. UERL wilde de tunnels verbreden om het moderne materieel, zoals op haar andere lijnen, te kunnen inzetten. De toestemming voor de ombouw kwam nog in 1913 maar de Eerste Wereldoorlog betekende opschorting van de ombouw, De verbouwing van Borough in verband met de vergroting van de diameter van de tunnels begon op 16 juli 1922, op 23 februari 1925 werd het heropend voor reizigersverkeer. In 1933 werd het openbaar vervoer genationaliseerd in het London Passenger Transport Board (LPTB) en in 1937 werd de lijn Northern Line genoemd. Delen van de niet meer gebruikte tunnels ten noorden Borough werden in de Tweede Wereldoorlog door Southwark Borough Council omgebouwd tot schuilkelder. De bevolking kon vanaf 24 juni 1940 tot 7 mei 1945 de schuilkelder bereiken via zes toegangen langs de Borough High Street.

## Ligging en inrichting
Het stationsgebouw staat in de zuidwesthoek van het kruispunt Marshalsea Road en Borough High Street. Door diverse verbouwingen is de oorspronkelijke vormgeving amper terug te vinden. In 1925 werd de koepel boven de liftkokers, zoals die nog te vinden is bij Kennington, vervangen door een bakstenen machinekamer en kreeg het station een ronde bakstenen gevel. Later zijn de wanden bekleed met tegels in roodbruin en beige. Ondergronds is, in tegenstelling tot Kennington, de oorspronkelijke indeling goeddeels behouden al is de betegeling van Charles Holden uit 1924 verdwenen onder moderne wandpanelen. Tussen de stationshal en de ondergrondse verdeelhal worden de reizigers met twee liften vervoerd. Als nooduitgang is er ook een wenteltrap beschikbaar. De verdeelhal ligt naast het bovenste perron voor de metro's naar het centrum, het onderste perron is met twee smalle trappen met de verdeelhal verbonden. Door deze inrichting is alleen het bovenste perron toegankelijk voor rolstoelgebruikers.

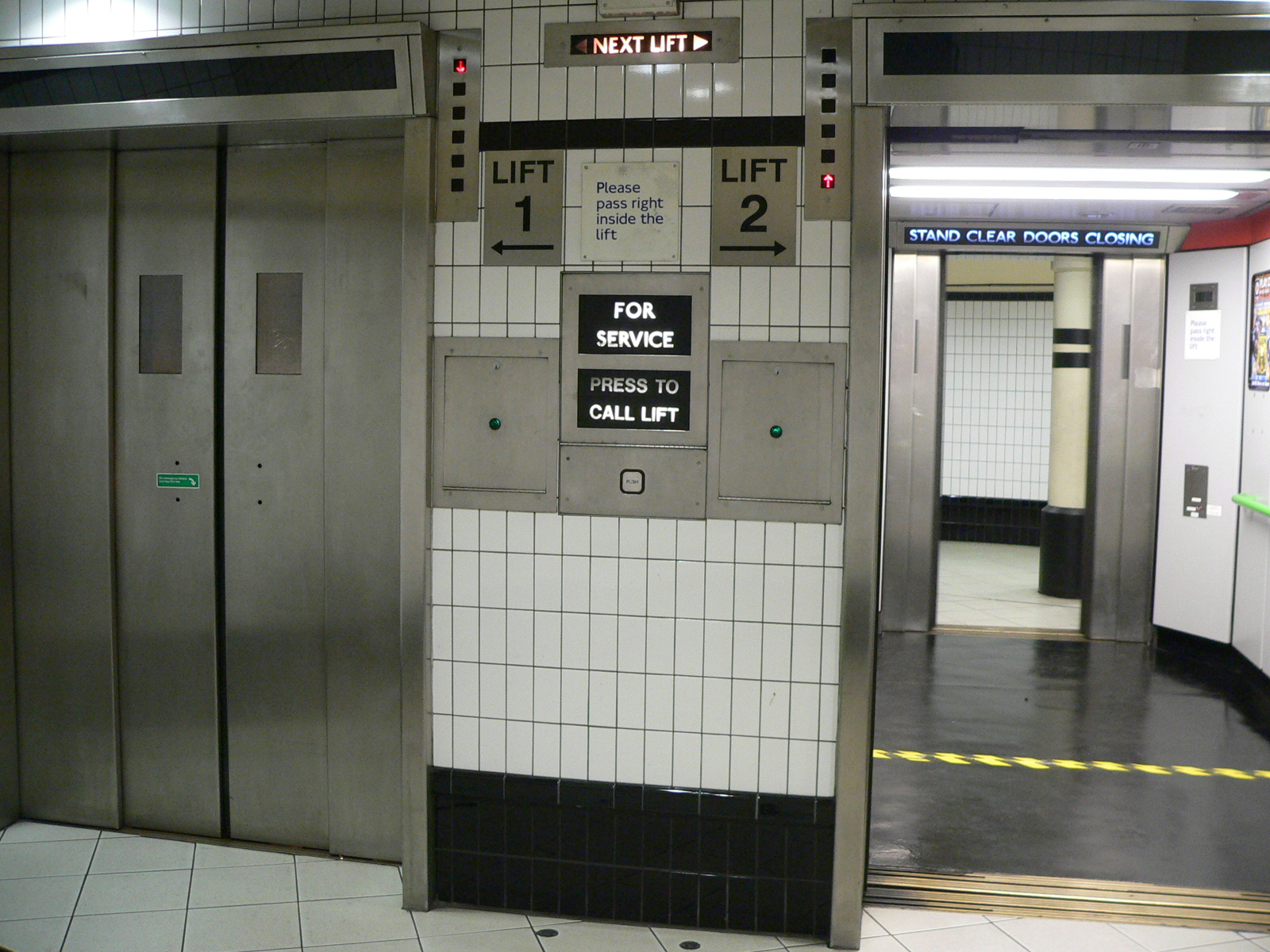
De liften in het station
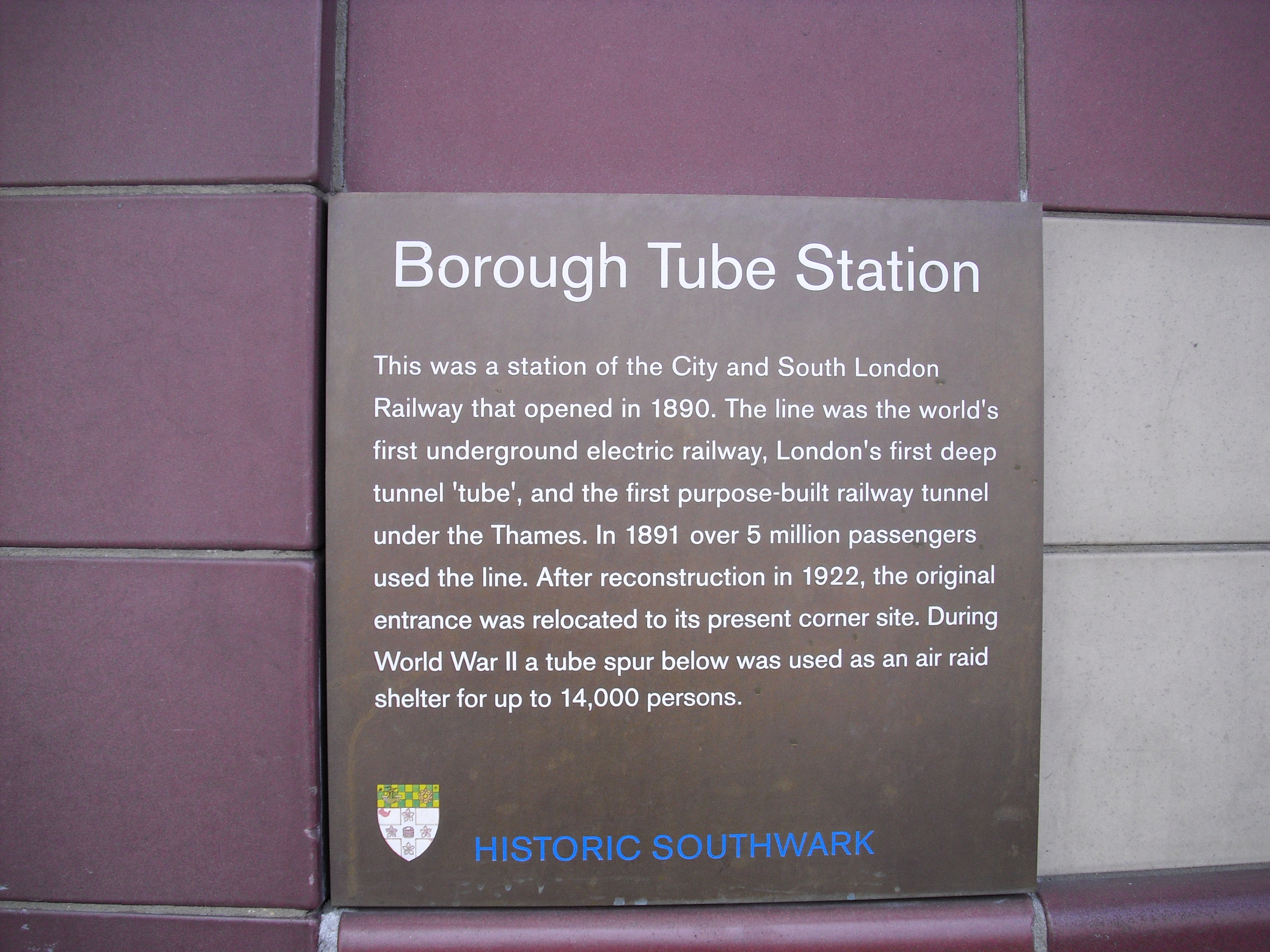
De geschiedenis in kort bestek op de gevel
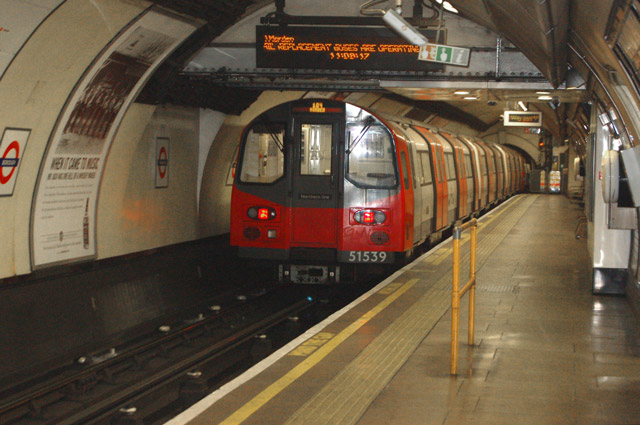
Het onderste perron